# Kontrakcija brida (teorija grafova)
Kontrakcija brida, operacija nad grafom u teoriji grafova. Kontrakcijom bridova uklanjanja se brid uz identifikaciju vrhova-krajeva tog brida. Nizom uklanjanja i kontraktiranja bridova i uklanjanja vrhova dolazi se do minore grafa {\displaystyle G}. Kod Petersenova grafa kontraktiranjem bridova incidentnih vrhovima vanjskog ciklusa, a koji ne pripadaju tom ciklusu, dobiva se minora {\displaystyle K_{5}}. Ako mu se ukloni središnji vrh i kontraktira brid incidentan svakom susjedu izbrisanog vrha, dobiva se minora {\displaystyle K_{3,3}}.